# Ozero Zavesno
Ozero Zavesno (ryska: Озеро Завесно) är en sjö i Belarus.   Den ligger i voblasten Vitsebsks voblast, i den norra delen av landet, 270 km nordost om huvudstaden Minsk. Ozero Zavesno ligger 165 meter över havet. Arean är 1,4 kvadratkilometer. Den sträcker sig 1,0 kilometer i nord-sydlig riktning, och 1,9 kilometer i öst-västlig riktning.
I omgivningarna runt Ozero Zavesno växer i huvudsak blandskog. Runt Ozero Zavesno är det glesbefolkat, med 10 invånare per kvadratkilometer.